# Germano Serafin
Germano Serafin (Treviso, 11 novembre 1956 – Montespertoli, 13 agosto 1992) è stato un chitarrista e violinista italiano.

## Biografia
Nel 1975 entrò a far parte del gruppo Le Orme. Prese il posto di Tolo Marton, trevigiano, come lui, che aveva lasciato il gruppo una settimana prima del tour. Nel gruppo avrebbe suonato principalmente la chitarra e successivamente il violino fino al 1981.
Con il complesso incise il singolo Canzone d'amore, seguito da quattro album: Verità nascoste, Storia o leggenda, Florian e Piccola rapsodia dell'ape. È quest'ultimo il disco in cui Serafin diede il maggior contributo, sia per l'uso di numerosi strumenti a corda, sia per la stesura dei pezzi musicali.
Contribuì alla realizzazione del primo album da solista di Aldo Tagliapietra, ...nella notte, del 1984, in cui suonava la chitarra in un brano.
In seguito lasciò la musica pop per concentrarsi sul violino, entrando a far parte dell'orchestra sinfonica comunale di Treviso, ma morì nel 1992 per un tumore al polmone.